# Kitty Gordon
Kitty Gordon, nata Constance Minnie Blades (Folkestone, 22 aprile 1878 – Brentwood, 26 maggio 1974), è stata un'attrice teatrale britannica che, negli Stati Uniti, lavorò anche nel cinema all'epoca del muto.

## Filmografia
- As in a Looking Glass, regia di Frank Hall Crane (1916)
- Her Maternal Right, regia di John Ince, Robert Thornby (1916)
- The Crucial Test, regia di John Ince, Robert Thornby (1916)
- Vera, the Medium, regia di G.M. Anderson (1917)
- Forget-Me-Not, regia di Émile Chautard (1917)
- Beloved Adventuress, regia di William A. Brady (1917)
- Her Hour, regia di George Cowl (1917)
- National Red Cross Pageant, regia di William Christy Cabanne (1917)
- Diamonds and Pearls, regia di George Archainbaud (1917)
- The Divine Sacrifice, regia di George Archainbaud (1918)
- The Wasp, regia di Lionel Belmore (1918)
- The Purple Lily, regia di Fred Kelsey (1918)
- Stolen Orders, regia di George Kelson e Harley Knoles (1918)
- The Interloper, regia di Oscar C. Apfel (1918)
- Tinsel, regia di Oscar Apfel (1918)
- Merely Players, regia di Oscar Apfel (1918)
- Adele, regia di Wallace Worsley (1919)
- Mandarin's Gold, regia di Oscar Apfel (1919)
- The Unveiling Hand, regia di Frank Hall Crane (1919)
- The Scar, regia di Frank Hall Crane (1919)
- Playthings of Passion, regia di Wallace Worsley (1919)